# Rouse-Inseln
Die Rouse-Inseln sind eine kleine Inselgruppe vor der Mawson-Küste des ostantarktischen Mac-Robertson-Lands. Sie liegen unmittelbar südlich von Welch Island im östlichen Teil der Holme Bay.
Teilnehmer der British Australian and New Zealand Antarctic Research Expedition (BANZARE, 1929–1931) unter der Leitung des australischen Polarforschers Douglas Mawson entdeckten sie im Februar 1931. Mawson benannte sie nach Edgar John Rouse (1894–1974), einem Manager von Kodak in Sydney, der die Forschungsreise mit Fotoausrüstung ausstattete.